# Manoel Cavalcanti Novaes
Manoel Cavalcanti Novaes (Floresta, 6 de março de 1908 – Brasília, 23 de janeiro de 1992) foi um médico e político brasileiro que exerceu doze mandatos de deputado federal pela Bahia.

## Dados biográficos
Filho de João Novaes e Benvinda Cavalcanti Novaes. Médico formado pela Universidade Federal da Bahia em 1930, trabalhou na Saúde Pública do estado. Sua estreia na seara política ocorreu como orador e partícipe dos comícios da Aliança Liberal e depois foi oficial de gabinete dos interventores Leopoldo Amaral e Juracy Magalhães. Eleito deputado federal pelo PSD em 1933 e 1935, participou da elaboração da Constituição de 1934 mantendo-se em atividade até a decretação do Estado Novo por Getúlio Vargas, quando exilou-se na Europa.
Retornou à vida pública pela UDN sendo eleito deputado federal em 1945 e assim ajudou a elaborar a Constituição de 1946. Fundador do Partido Republicano na Bahia, foi reeleito em 1950, 1954, 1958 e 1962. Decretado o bipartidarismo pelo Regime Militar de 1964, ingressou na ARENA e foi reeleito em 1966, 1970, 1974 e 1978. Nesse período, viu promulgarem a Constituição de 1967 e a subsequente Emenda Constitucional Número Um de 1969, esta uma imposição da Junta Militar de 1969. Com o retorno ao pluripartidarismo em 1980, ingressou no PDS e em 1982 conquistou seu décimo segundo mandato consecutivo, Nessa legislatura, votou contra a emenda Dante de Oliveira em 1984, mas sufragou Tancredo Neves no Colégio Eleitoral em 1985, Após filiar-se ao PFL, disputou outro mandato em 1986, colhendo apenas uma suplência. Em 1989 publicou Memórias do São Francisco. Sua esposa, Necy Novaes, foi eleita deputada federal em 1962, 1966 e 1970. Viúvo, casou-se a segunda vez com Dagmar Novaes.